# Craspedolcus pauperatus
Craspedolcus pauperatus är en stekelart som först beskrevs av Cameron 1900.  Craspedolcus pauperatus ingår i släktet Craspedolcus och familjen bracksteklar. Inga underarter finns listade i Catalogue of Life.